# Charlotte Schwab
Charlotte Schwab (17 de diciembre de 1952, Möhlin, Argovia, Suiza) es una actriz suiza.

## Biografía
Nació y creció en la pequeña localidad de Möhlin, en Fricktal. Tras el divorcio de sus padres, a los diez años se trasladó a Basilea, donde su madre trabajaba como guardarropa en el teatro. Su madre la llevaba a representaciones teatrales, lo que despertó su interés por la interpretación. Tiene un hermano mayor, Peter (1945) y cuatro hermanas.
Tras terminar la escuela, se formó inicialmente como telefonista en la oficina principal de correos de Basilea (PTT [Swiss Post]) para ayudar económicamente a su familia. A los 17 años, fascinada por sus numerosas visitas al teatro, se forma como actriz en el Conservatorio de Música y Arte Dramático de Berna. 
Tras completar su formación como actriz, entre 1974 y 1975 obtuvo su primer contrato en Tréveris. Durante 25 años actuó con éxito en numerosos escenarios de Suiza y Alemania. Tras el Teatro del Estado de Darmstadt (1975-1976 como Ophelia en Hamlet de Shakespeare) y el Teatro de Düsseldorf (1976-1980 como Luise en Intriga y amor de Schiller), actuó en Bremen (1980-1981). Después fue invitada en la Teatro de Berlín (1981 como Helga en Ni pescado ni carne de Kroetz); en el Teatro Dramático Alemán de Hamburgo (1982 como Stella en Un tranvía llamado deseo de Williams) y en el Teatro del Pueblo de Berlín y en el Teatro de Bochum (1984 como Jenna en Demonios de Norén). Entre 1985 y 1989 fue miembro del ensemble del Teatro de Zúrich, donde interpretó a Susanne en Figaro se divorcia de Horváth; Alkmene en Anfitrión de Kleist; Christine en Hermosa vista de Horváth y el papel principal en Señorita Julia de Strindberg. Después, entre 1989 y 1999, actúa en el Teatro Thalia de Hamburgo como Olivia en Noche de Reyes de Shakespeare; Regan en El rey Lear de Shakespeare; Hermiane en La disputa de Marivaux; Emilie Mech en Baal de Bertolt Brecht y Jenny en La ópera de los tres centavos de Brecht/Weill. Además, tuvo participaciones como invitada, incluyendo el Festival de Salzburgo, en 1992, como la esposa en el estreno alemán de La boda de Wesele y Wyspiański. También actuó en el Kammerspiele de Hamburgo en la obra Purgatorio junto a Herbert Knaup. Durante estos primeros 25 años en el teatro trabajó con directores como Jürgen Flimm, Claus Peymann, Peter Löscher, Sven-Eric Bechtolf y Katharina Thalbach.
Fue en el Teatro Thalia donde conoció a su futuro colega de cine Erdoğan Atalay, con quien actuó en la obra La disputa en 1995 y con quien protagonizó de 1997 a 2008 la serie de acción de RTL, Alerta Cobra como la comisaria Anna Engelhardt, que abandonó después de once años (episodio 186), regresando en 2016 para dos apariciones como invitada.
En 1997 interpreta el papel de la asesora de dirección Katharina Nordberg, que se enamora de su joven rival, en el telefilme Die Konkurrentin junto a Ann-Kathrin Kramer. A partir de 2002, también apareció con ella en la serie policíaca de la ZDF, Das Duo, donde investigó como la inspectora jefe de Lübeck, Marion Ahrens. Lisa Martinek interpretó a su compañera en Das Duo a partir de 2006.
A pesar de sus numerosos papeles en televisión, sigue apareciendo en los escenarios teatrales. En 2006 y 2007 leyó la obra de Shakespeare, Amado Bastardo en Bochum y Zúrich. En 2007, leyó el poema en verso Venus y Adonis en Viena y Gotinga. Es miembro del conjunto del Teatro Estatal de Baviera desde la temporada 2016/2017.
En la temporada 2023 del Festival de Bad Hersfeld, interpreta el papel principal del clásico de Shakespeare, El rey Lear.

### Vida privada
Estuvo casada con el actor Peter Simonischek, con quien tuvo a su primer hijo, Maximilian Simonischek (1982), también actor. En 1996 contrae segundas nupcias con el actor y director, Sven-Eric Bechtolf, con quien tuvo a su segundo hijo, Hans Bechtholf, abogado (1989).
Después de vivir en Möhlin, Basilea, Berna, Bremen, Darmstadt, Bochum, Düsseldorf, Hamburgo (25 años), Berlín, Viena, Colonia, Zúrich y Milán, actualmente reside en Múnich.

## Trabajos

### Series de televisión y telefilmes
| Año             | Título                                                                 | Emisor / distribuidor | Personaje                                         | Dirección                                       | Productora                                                | Notas                                              |
| --------------- | ---------------------------------------------------------------------- | --------------------- | ------------------------------------------------- | ----------------------------------------------- | --------------------------------------------------------- | -------------------------------------------------- |
| 2024            | Toni, hombre, comadrón - La felicidad de los demás                     | ARD                   | Madre de Franzl                                   | Sibylle Tafel                                   | Bavaria Fiction                                           | Serie de televisión, 2 episodios                   |
| 2024            | Toni, hombre, comadrón - Bebé en la canasta                            | ARD                   | Madre de Franzl                                   | Sibylle Tafel                                   | Bavaria Fiction                                           | Serie de televisión, 2 episodios                   |
| 2024            | Muerte en las dunas: Mujer del agua                                    | ARD                   | Elisabeth Haller                                  | Andreas Senn                                    | Moovie GmbH                                               | Película para televisión                           |
| 2023            | Davos 1917                                                             | ARD / SRF             | Gertrud Donatsch                                  | Anca Lazarescu y Jan-Erick Mack                 | Letterbox                                                 | Serie de televisión, 6 episodios                   |
| 2023            | Sangre vienesa - Tribunal de montaña                                   | ZDF / ORF             | Afifa Emam                                        | Katharina Heigl                                 | Satel Film                                                | Película para televisión                           |
| 2022            | Toni, hombre, comadrón - El expósito                                   | ARD                   | Malu                                              | Sybille Tafel                                   | Bavaria Fiction                                           | Serie de televisión, 2 episodios                   |
| 2022            | Toni, hombre, comadrón - La madre de alquiler                          | ARD                   | Malu                                              | Sybille Tafel                                   | Bavaria Fiction                                           | Serie de televisión, 2 episodios                   |
| 2022            | Hamburgo 112 - Muelle protegido                                        | ZDF                   | Dörte Seeler                                      | Dietmar Klein                                   | Letterbox                                                 | Serie de televisión, 1 episodio                    |
| 2022            | El fiscal - Amuleto de la suerte                                       | ARD                   | Hermine Eschenberg                                | Johannes Grieser                                | Odeon Fiction                                             | Serie de televisión, 1 episodio                    |
| 2021            | Toni, hombre, comadrón - Una vida completamente normal                 | ARD                   | Malu                                              | Sibylle Tafel                                   | Bavaria Fiction                                           | Serie de televisión, 2 episodios                   |
| 2021            | Toni, hombre, comadrón - Muy embarazado                                | ARD                   | Malu                                              | Sibylle Tafel                                   | Bavaria Fiction                                           | Serie de televisión, 2 episodios                   |
| 2021            | Muerte en las dunas - El vikingo                                       | ARD                   | Elisabeth Haller                                  | Michaela Kezele                                 | Moovie GmbH                                               | Película para televisión                           |
| 2020-2021       | Misterio                                                               | KiKa                  | Charlotte                                         | Niklas Weise                                    | TV-60 Filmproduktion                                      | Serie de televisión, 2 temporadas y 16 episodios   |
| 2019            | Muerte en las dunas                                                    | ARD                   | Elisabeth Haller                                  | Johannes Grieser                                | Moovie GmbH                                               | Película para televisión                           |
| 2018            | Sangre vienesa                                                         | ZDF                   | Afifa Emam                                        | Barbara Eder                                    | Satel Film                                                | Película para televisión                           |
| 2018            | Hambre de asesinato. Crímenes y otras delicias: Como dos gotas de agua | ZDF                   | Ute Döring                                        | Josh Broecker                                   | Network Movie Film-und Fernsehproduktion                  | Película para televisión                           |
| 2018            | Hambre de asesinato. Crímenes y otras delicias: Como un huevo a otro   | ZDF                   | Ute Döring                                        | Josh Broecker                                   | Network Movie Film-und Fernsehproduktion                  | Serie de televisión, 1 episodio                    |
| 2018            | El fiscal - Hermosa vista                                              | ZDF                   | Marion Esbach                                     | Johannes Grieser                                | Odeon Fiction                                             | Serie de televisión, 1 episodio                    |
| 2017            | Los especialistas - En nombre de la víctimas                           | ZDF                   | Ricarda Menzel                                    | Kai Meyer-Ricks                                 | ZDF                                                       | Serie de televisión, 1 episodio, episodio 3×01     |
| 2017            | El diagnóstico de Betty - Segunda oportunidad                          | ZDF                   | Claudia Steiner                                   | Jurij Neumann                                   | ZDF                                                       | Serie de televisión, 1 episodio, episodio 4×23     |
| 2017-2019       | Tonio y Julia                                                          | ZDF                   | Monika Schindel                                   | Stefan Bühling                                  | Studio.TV.Film                                            | Serie de televisión, 10 episodios                  |
| 2016            | Asesinato en la mejor sociedad - El último caso de invierno            | ARD                   | Sabine Karmann                                    | Peter Stauch                                    | Tivoli Film Produktion                                    | Serie de televisión, 1 episodio                    |
| 2015            | El fiscal - La casa maldita                                            | ZDF                   | Anneliese Niedorf                                 | Johannes Grieser                                | Odeon Fiction                                             | Serie de televisión, 1 episodio                    |
| 2015            | Rosamunde Pilcher - Ángel de la guarda                                 | ZDF                   | Lady Montfort                                     | Stefan Bartmann                                 | FFP New Media GmbH                                        | Serie de televisión, 1 episodio                    |
| 2015            | Asesinato en la mejor sociedad - Amargo legado                         | ARD                   | Sabine Karmann                                    | Peter Stauch                                    | Tivoli Film Produktion                                    | Serie de televisión, 1 episodio                    |
| 2015            | Rompecorazones - Padre de cuatro hijos                                 | ZDF                   | Christel von Mertusius                            | Jurij Neumann                                   | Bantry Bay Productions GmbH                               | Serie de televisión, 1 episodio, episodio 3×12     |
| 2015            | Leipzig, brigada criminal                                              | ZDF                   | Bärbel Kutz                                       | Varios directores                               | UFA Fiction                                               | Serie de televisión, 2 episodios                   |
| 2014            | Señal de quemadura                                                     | ARD                   | Beate Brandt                                      | Nicolai Rohde                                   | Tivoli Film Produktion                                    | Película para televisión                           |
| 2014            | Solo fue ayer                                                          | ARD                   | Ricarda                                           | Dagmar Seume                                    | Ester.Reglin.Film Produktionsgesellschaft                 | Película para televisión                           |
| 2014            | Caos y desorden                                                        | ARD                   | Madre de los Sander                               | Ulli Baumann                                    | —                                                         | Película para televisión                           |
| 2014            | Doctora Klein                                                          | ZDF                   | Sonja Keller                                      | Varios directores                               | Bavaria Fiction                                           | Serie de televisión, 2 episodios                   |
| 2014            | La jefa                                                                | ZDF                   | Marianne Pelz                                     | Michael Schneider                               | Network Movie Film-und Fernsehproduktion                  | Serie de televisión, 1 episodio, episodio, 4×02    |
| 2014            | En busca del padre                                                     | SRF                   | Sonja                                             | Rahel Grunder                                   | Atlantis Pictures                                         | Película para televisión                           |
| 2014            | Más allá del día                                                       | HR                    | Heidi Krüger                                      | Martin Enlen                                    | Hessischer Rundfunk (HR)                                  | Película para televisión                           |
| 2014            | Danni Lowinski                                                         | ProSiebenSat.1 Media  | Katarina                                          | Uwe Janson                                      | UFA Fiction                                               | Serie de televisión, 1 episodio, episodio 5×01     |
| 2013            | La familia detective - Madres                                          | ZDF                   | Annelie Wengler                                   | Uli Baumann                                     | Bavaria Fiction                                           | Serie de televisión, 1 episodio                    |
| 2013            | El sepulturero                                                         | SRF                   | Gertrud Suter                                     | Markus Fischer                                  | Snakefilm                                                 | Serie de televisión, 1 episodio, episodio 1×01     |
| 2012            | Dinero de sangre                                                       | ZDF                   | Marianne Seifert                                  | René Heisig                                     | Zeitsprung Pictures                                       | Película para televisión                           |
| 2012            | La cuchara de Elli                                                     | ZDF                   | Doro                                              | Edzard Onneken                                  | Bavariapool                                               | Película para televisión                           |
| 2012            | El último poli duro                                                    | ProSiebenSat.1 Media  | Cordula Tipp                                      | Sebastian Vigg                                  | GreenskyFILMS                                             | Serie de televisión, 1 episodio, episodio 3×02     |
| 2011            | Colonia, brigada criminal                                              | ZDF                   | Rita Klütsch                                      | Florian Kern                                    | Network Movie Film-und Fernsehproduktion                  | Serie de televisión, 1 episodio                    |
| 2011            | Stuttgart, brigada criminal - Elección femenina                        | ZDF                   | Marie Eberle                                      | Daniel Helfer                                   | Bavaria Fiction                                           | Serie de televisión, 1 episodio                    |
| 2011            | Hamburgo 112                                                           | ZDF                   | Dörte Seeler                                      | Oren Schmuckler                                 | Letterbox                                                 | Serie de televisión, 2 episodios                   |
| 2010            | Padre, hágase nuestra voluntad                                         | SRF                   | Katharina Aebi                                    | Robert Ralston                                  | Hugofilm Productions GmbH                                 | Película para televisión                           |
| 2010            | El fiscal                                                              | ZDF                   | —                                                 | Urs Egger                                       | Odeon Fiction                                             | Serie de televisión, 1 episodio                    |
| 2010            | Charly vuelve a la carga                                               | SRF                   | Margrit                                           | Sören Senn                                      | Cineworx Filmproduktion                                   | Película para televisión                           |
| 2010            | Un caso claro para Bär                                                 | ZDF                   | Dorothea Bernhuber                                | Dirk Pientka                                    | Neue Deutsche Filmgesellschaft (NDF)                      | Película para televisión                           |
| 2010            | Aghet - Un genocidio                                                   | NDR                   | Karen Jeppe                                       | Eric Friedler                                   | Trebitsch Entertainment (TE)                              | Película para televisión                           |
| 2009            | El viejo - Fin de la veda                                              | ZDF                   | Elisabeth Humbold                                 | Michael Schneider                               | Neue Münchner Fernsehproduktion (NMF)                     | Serie de televisión, 1 episodio                    |
| 2009            | Crucero a la felicidad - De luna de miel en Las Vegas                  | ZDF                   | Hannelore Kober                                   | Karola Meeder                                   | Polyphon Film- und Fernsehgesellschaft                    | Serie de televisión, 1 episodio                    |
| 2009            | Múnich, brigada criminal 5113 - Hasta que la muerte os separe          | ZDF                   | Martha Radek                                      | Andreas Herzog                                  | UFA Fiction                                               | Serie de televisión, 1 episodio                    |
| 2009            | Flemming - Un día sin ayer                                             | ZDF                   | Dra. Ilse Gander                                  | Claudia Garde                                   | Phoenix Film Karlheinz Brunnemann                         | Serie de televisión, 1 episodio                    |
| 2008            | A la mejor edad                                                        | ARD                   | Hanne Wegener                                     | Felicitas Darschin                              | MementoFilm                                               | Película para televisión                           |
| 2008            | La hora 25                                                             | RTL Group             | —                                                 | Nicolai Rohde                                   | Studio Hamburg Filmproduktion                             | Serie de televisión, 1 episodio                    |
| 2008            | Por siempre Venecia                                                    | ARD                   | Louise Berengo                                    | Michael Steinke                                 | Trebitsch Entertainment (TE)                              | Película para televisión                           |
| 2008            | Vuelo hacia la noche - La catástrofe de Überlingen                     | ARD                   | Iris Hager                                        | Till Endemann                                   | C-Films AG                                                | Película para televisión                           |
| 2007            | Alojamiento forestal de Falkenau                                       | ZDF                   | Comisaria María Puerta                            | Andreas Drost                                   | Neue Deutsche Filmgesellschaft (NDF)                      | Serie de televisión, 1 episodio, episodio 19×01    |
| 2007            | En circunstancias diferentes: Por el amor y la muerte                  | ZDF                   | —                                                 | Judith Kennel                                   | Network Movie Film-und Fernsehproduktion                  | Serie de televisión, 1 episodio                    |
| 2007            | Inspector Stolberg - Princesa de hielo                                 | ZDF                   | Elke Fromme                                       | Michael Schneider                               | Network Movie Film-und Fernsehproduktion                  | Serie de televisión, 1 episodio                    |
| 2007            | Stubbe - De caso en caso: verdades amargas                             | ZDF                   | Corinna Albers                                    | Thomas Jacob                                    | Polyphon Film-und Fernsehgesellschaft                     | Serie de televisión, 1 episodio                    |
| 2007            | Locos por Clara                                                        | ProSiebenSat.1 Media  | Madre de Clara                                    | Varios directores                               | TeamWorx y Film GmbH in Berlin                            | Serie de televisión, 5 episodios                   |
| 2007            | Una boda en Escocia                                                    | ARD                   | Marie                                             | Marco Serafini                                  | Bavaria Fiction                                           | Película de para televisión                        |
| 2007            | Clara Scheller                                                         | ProSiebenSat.1 Media  | —                                                 | Sven Bohse                                      | Scarlett Production                                       | Serie de televisión, 1 episodio                    |
| 2007            | El compromiso de Zurich - Guion para el amor                           | ARD                   | Mamá tejana                                       | Stephan Meyer                                   | Aspekt Telefilm-Produktion GmbH                           | Película para televisión                           |
| 2007            | El viaje de Sara                                                       | ARD                   | Aenne Bubach                                      | Miguel Alexandre                                | UFA Fiction                                               | Película para televisión                           |
| 2007            | Colonia, brigada criminal - Muerte de una mujer policía                | ZDF                   | Frau Kampe                                        | Michael Schneider                               | Network Movie Film-und Fernsehproduktion                  | Serie de televisión, 1 episodio                    |
| 2006            | Pasión de San Mateo                                                    | —                     | Maria                                             | Richard Blank                                   | RB Film                                                   | Película para televisión                           |
| 2005            | Muerte de un jabalí                                                    | ZDF                   | Dra. Pölcher                                      | Urs Egger                                       | Dschoint Ventschr Filmproduktion AG                       | Película para televisión                           |
| 2005            | La novia de la gasolinera                                              | ProSiebenSat.1 Media  | Elsa                                              | Josh Broecker                                   | Studio Hamburg Serienwerft                                | Película para televisión                           |
| 2005            | Lugar del crimen: En el abismo                                         | ARD                   | Rosemarie Baal                                    | Renè Heisig                                     | Aichholzer Filmproduktion                                 | Serie de televisión, 1 episodio                    |
| 2005            | Comisario Laurenti - Los muertos del Karst                             | ARD                   | Rossana Talamonti                                 | Sigi Rothemund                                  | Trebitsch Entertainment (TE)                              | Serie de televisión, 1 episodio                    |
| 2004            | En el lugar del crimen - Fuera de juego                                | ARD                   | Hannelore Utz                                     | Hajo Gies                                       | Aichholzer Filmproduktion                                 | Serie de televisión, 1 episodio                    |
| 2003            | Policía 110                                                            | ARD                   | Amelie Neumann                                    | Ulrich Stark                                    | Baviera Film                                              | Serie de televisión, 1 episodio                    |
| 2003            | Hija mía                                                               | ARD                   | Kerstin Siebert                                   | Dietmar Klein                                   | Provobis Gesellschaft für Film und Fernsehen              | Película para televisión                           |
| 2003            | El príncipe y la muchacha                                              | ZDF                   | —                                                 | Richard Engel                                   | —                                                         | Serie de televisión, 1 episodio                    |
| 2003-2004       | Los Alberti                                                            | ARD                   | Ruth Johannsen                                    | Varios directores                               | Network Movie Film-und Fernsehproduktion                  | Serie de televisión, 15 episodios                  |
| 2003 y 2005     | Alerta Cobra: Unidad Especial                                          | RTL Group             | Anna Engelhardt                                   | Varios directores                               | Action Concept                                            | Serie de televisión, 2 temporadas y 11 episodios   |
| 2002            | Inspector Wolff                                                        | ProSiebenSat.1 Media  | Barbara                                           | Michael Mackenroth                              | Borussia Media                                            | Serie de televisión, 1 episodio, episodio 10×10    |
| 2001            | La casa de las hermanas                                                | ZDF                   | Victoria (mayor)                                  | Rolf von Sydow                                  | Ziegler Film & Company                                    | Película para televisión                           |
| 2001            | Por amor                                                               | ZDF                   | Helga Klein, madre de Lisa                        | Martin Enlen                                    | Hoffmann & Voges Entertainment                            | Película para televisión                           |
| 2001-2003       | Berlín, Berlín                                                         | ARD                   | Karen Holzmann                                    | Varios directores                               | Studio Hamburg Filmproduktion                             | Serie de televisión, 4 temporadas y 8 episodios    |
| 2001-2011       | El dúo                                                                 | ZDF                   | Marion Ahrens                                     | Varios directores                               | TV-60 Filmproduktion                                      | 24 películas para televisión                       |
| 2000            | Las bestias                                                            | ZDF                   | Greta Bissinger                                   | Varios directores                               | ZDF                                                       | Serie de televisión, 12 episodios                  |
| 2000            | ¡Bésame, tigre!                                                        | ARD                   | Hildegard Timm                                    | Jan Ruzicka                                     | —                                                         | Película para televisión                           |
| 2000            | Brigada de homicidios                                                  | ZDF                   | —                                                 | —                                               | Monaco Film GmbH                                          | Serie de televisión, 1 episodio, episodio 2×03     |
| 2000            | Asesinos rituales                                                      | RTL Group             | Secretaria de Estado, Dra. Barbara Langer-Schmidt | Jörg Lühdorff                                   | Studio Hamburg Filmproduktion                             | Serie de televisión, 1 episodio, episodio 2×03     |
| 2000            | Doble utilización                                                      | RTL Group             | Frau Kuhnwald                                     | Erwin Keusch                                    | Studio Hamburg Filmproduktion                             | Serie de televisión, 1 episodio, episodio 2×03     |
| 2000            | Y mañana volverá a salir el sol                                        | RTL Group             | Rosi Fürst                                        | Johannes Fabrick                                | Relevant Film                                             | Película para televisión                           |
| 1999            | La trampa del soltero - Juegos de amor hasta la muerte                 | RTL Group             | Madre Emma                                        | Michael Keusch                                  | Zeitsprung Film + TV Produktions GmbH                     | Película para televisión                           |
| 1999            | La gripe mortal de Colonia                                             | ProSiebenSat.1 Media  | Comisaria                                         | Christiane Balthasar                            | Frei Fernseh-Film Produktion (FFP)                        | Película para televisión                           |
| 1999            | Noche silenciosa - Noche santa                                         | ARD                   | Simone                                            | Thomas Stiller                                  | ARTE                                                      | Película para televisión                           |
| 1999            | Comisión de homicidios                                                 | ZDF                   | —                                                 | Varios directores                               | Monaco Film GmbH                                          | Serie de televisión, 1 episodio, episodio 2×05     |
| 1999            | La huelga de las prostitutas - Un amor en St. Pauli                    | RTL Group             | —                                                 | Martin Enlen                                    | RTL Group                                                 | —                                                  |
| 1999            | ¡Simplemente genial!                                                   | —                     | —                                                 | Varios directores                               | Akzente Film- und Fernsehproduktion                       | Serie de televisión de tres partes                 |
| 1999            | Los hombres de K3                                                      | NDR                   | Johanna Schlendtrupp                              | Guido Pieters                                   | Studio Hamburg                                            | Serie de televisión, episodio 3×20                 |
| 1998            | En el lugar del crimen: Directo al corazón                             | ARD                   | Conny Barop                                       | Ulrich Stark                                    | Aichholzer Filmproduktion                                 | —                                                  |
| 1998            | En el lugar del crimen: Al final del mundo                             | SRG SSR               | Comisaria Sabine Schlack                          | Helmut Förnbacher                               | Aichholzer Filmproduktion                                 | —                                                  |
| 1998            | En el lugar del crimen: Ruleta rusa                                    | ARD                   | Comisaria Sabine Schlack                          | Walter Weber                                    | Aichholzer Filmproduktion                                 | —                                                  |
| 1998            | Violada - Una mujer se defiende                                        | RTL Group             | Frau Hoffmann                                     | Martin Enlen                                    | Relevant Film                                             | Película para televisión                           |
| 1998            | Límites del dolor                                                      | RTL Group             | —                                                 | Martin Enlen                                    | —                                                         | —                                                  |
| 1997            | Amigos                                                                 | ARD                   | —                                                 | Max Färberböck                                  | —                                                         | —                                                  |
| 1997-2008, 2016 | Alerta Cobra                                                           | RTL Group             | Anna Engelhardt                                   | Varios directores                               | Studio Hamburg Produktion Gruppe GmbH y Action Concept    | Serie de televisión, 12 temporadas y 166 episodios |
| 1997            | La rival                                                               | ZDF                   | Katharina Nordberg                                | Dagmar Hirz                                     | Fritz Wagner Filmproduktion (FWF)                         | Película para televisión                           |
| 1997            | Amigos como nosotros                                                   | ProSiebenSat.1 Media  | Ellen Buchner                                     | Gero Erhardt                                    | Multimedia Gesellschaft für Audiovisuelle Information mbH | Serie de televisión, episodio 1×09                 |
| 1997            | Abogado Martin Berg - En misión por la justicia                        | RTL Group             | Comisaria Oldenburg                               | Varios directores                               | —                                                         | Serie de televisión, 2 episodios                   |
| 1996            | El miedo tiene una mano fría                                           | ARD                   | —                                                 | Matti Geschonek                                 | Multimedia Gesellschaft für Audiovisuelle Information mbH | —                                                  |
| 1996            | Hermano Asno                                                           | RTL Group             | Dr. Traute Zettel                                 | Stephan Meyer, Peter Schulze-Rohr y Peter Vogel | Polyphon Film-und Fernsehgesellschaft                     | Serie de televisión, 5 episodios                   |
| 1996            | En el lugar del crimen - Compañeros de partido                         | ARD                   | Colaboradora del partido, Doris Scholte           | Ulrich Stark                                    | Aichholzer Filmproduktion                                 | Serie de televisión                                |
| 1996-1999       | Médicos                                                                | ARD                   | —                                                 | —                                               | —                                                         | Serie de televisión, 3 episodios                   |
| 1996            | Doble utilización                                                      | RTL Group             | Frau Jürgens                                      | —                                               | Studio Hamburg Filmproduktion                             | Serie de televisión, 1 episodio                    |
| 1996            | Dr. Stefan Frank - Dr. Frank y la gran desgracia                       | RTL Group             | —                                                 | —                                               | Phoenix Film Karlheinz Brunnemann                         | —                                                  |
| 1996            | La disputa                                                             | ZDF                   | Hermiane                                          | Andreas Morell                                  | ZDF                                                       | Película para televisión                           |
| 1995            | Faust                                                                  | ZDF                   | Frau Müller                                       | Michael Mackenroth                              | Monaco Film GmbH                                          | Serie de televisión, 1 episodio                    |
| 1993            | El bueno Merbach                                                       | —                     | —                                                 | Matti Geschonneck                               | —                                                         | Película para televisión                           |
| 1992            | Thea y Nat                                                             | ZDF                   | Effi Lob                                          | Nina Grosse                                     | Objektiv Film GmbH                                        | —                                                  |
| 1988            | Caos en el Gotthard                                                    | ZDF                   | —                                                 | Urs Egger                                       | DRS                                                       | —                                                  |
| 1981            | Asunto de hombres                                                      | SRG SSR               | Hanna Weber                                       | Alexander J. Seiler                             | Nemo Film                                                 | Película para televisión                           |

### Programas de televisión
| Año                           | Título                        | Emisor / distribuidor | Notas                        |
| ----------------------------- | ----------------------------- | --------------------- | ---------------------------- |
| 2014                          | Zibb                          | ARD                   | Como ella misma, 1 programa  |
| 2012 y 2017                   | ¡Esto!                        | NDR                   | Como ella misma, 1 programa  |
| 2011                          | ¡Lafer, luces delicioso!      | ZDF                   | Como ella misma, 1 programa  |
| 2009                          | Tietjen e Hirschhausen        | NDR                   | Como ella misma, 1 programa  |
| 2008, 2010, 2012, 2014 y 2023 | Lata entera                   | ZDF                   | Como ella misma, 5 programas |
| 2007                          | Herman y Tietjen              | NDR                   | Como ella misma, 1 programa  |
| 2007                          | Biatlón de las estrellas      | ARD                   | Como ella misma, 1 programa  |
| 2005                          | ¡Habitación libres!           | WDR                   | Como ella misma, 1 programa  |
| 2002                          | El show de Johannes B. Kerner | ZDF                   | Como ella misma, 1 programa  |
| 1986                          | Carrusel                      | SRF                   | Como ella misma, 1 programa  |
| 1977                          | ¡Cuidado, trampa!             | ZDF                   | Como ella misma, 1 programa  |

### Cine
| Año  | Título                                      | Distribuidora | Personaje       | Dirección         | Productora                     | Notas        |
| ---- | ------------------------------------------- | ------------- | --------------- | ----------------- | ------------------------------ | ------------ |
| 2023 | Una celebración por la vida                 | Warner Bros.  | Gerlinde        | Richard Huber     | Gesellschaft für feine Filme   | —            |
| 2022 | Hei Buh y el castillo embrujado             | Warner Bros.  | Hexe Erla       | Sebastian Niemann | Rat Pack Filmproduktion        | —            |
| 2019 | El reformador. Zwingli: Retrato de una vida | Ascot Elite   | Maria           | Stefan Haupt      | C-Films AG                     | —            |
| 2012 | Última ronda                                | Maximage      | Elisabeth       | Kerstin Polte     | —                              | Cortometraje |
| 2012 | Un hombre muy buscado                       | Senator       | —               | Anton Corbijn     | Lions Gate Films               | —            |
| 2012 | País de los sueños                          | Farbfilm      | —               | Petra Volpe       | —                              | —            |
| 2004 | Hielo en el estómago                        | —             | —               | Nils Sandvik      | Hamburger Filmwerkstätten e.V. | Cortometraje |
| 2000 | Excursión en coche                          | —             | Madre de Sandra | Martin Rengel     | Abrakadabra Films              | —            |
| 1985 | Nadie dos veces                             | —             | Erika           | Jorge Silva Melo  | Les Films du Passage           | —            |

### Teatro
| Año       | Título                              | Dirección           | Teatro                              |
| --------- | ----------------------------------- | ------------------- | ----------------------------------- |
| 2023      | El rey Lear                         | Tina Lanik          | Festival de Bad Hersfeld            |
| 2022-2024 | Como quieras                        | Tina Lanik          | Teatro Imperial de Viena            |
| 2021-2023 | Lo que vio el mayordomo             | Bastian Kraft       | Teatro de la Residencia de Múnich   |
| 2021-2024 | La memoria de una niña              | Silvia Costa        | Teatro de la Residencia de Múnich   |
| 2021-2024 | Dios                                | Max Färberböck      | Teatro de la Residencia de Múnich   |
| 2019-2024 | Lulu                                | Bastian Kraft       | Teatro de la Residencia de Múnich   |
| 2018      | El jugador                          | Andreas Kriegnburg  | Teatro de la Residencia de Múnich   |
| 2018      | Marat/Sade                          | Tina Lanik          | Teatro de la Residencia de Múnich   |
| 2018      | En el polo frío - Relatos del Gulag | Timofay Kuljabin    | Teatro de la Residencia de Múnich   |
| 2017      | Ricardo III                         | Michael Thalheimer  | Teatro de la Residencia de Múnich   |
| 2017      | Tartufo                             | Mateja Koleznik     | Teatro de la Residencia de Múnich   |
| 2017      | Lohengrin en secreto                | Alvis Hermanis      | Teatro de la Residencia de Múnich   |
| 2017      | Las troyanas                        | Tina Lanik          | Teatro de la Residencia de Múnich   |
| 2016      | Antes de la jubilación              | Tina Lanik          | Teatro de la Residencia de Múnich   |
| 2015      | Bodas de sangre                     | Sigrid Herzog       | Teatro Estatal de Vorarlberg        |
| 2015      | Una familia                         | Tina Lanik          | Teatro de la Residencia de Múnich   |
| 2013      | El regreso a casa                   | Volker Hesse        | Teatro Rigiblick                    |
| 2011-2012 | Woyzeck                             | Yannis Houvardas    | Teatro Neumarkt                     |
| 2010-2011 | El jugador                          | Volker Hesse        | Teatro Rigiblick                    |
| 1996      | El rey Lear                         | Jürgen Flimm        | Teatro Thalia                       |
| 1995      | La disputa                          | Sven-Eric Bechtholf | Teatro Thalia                       |
| 1994-1995 | Demonios                            | Claus Peymann       | Teatro de Bochum                    |
| 1994-1996 | Ópera de tres centavos              | Katharina Thalbach  | Teatro Thalia                       |
| 1993      | La boda                             | Andrzej Wajda       | Festival de Salzburgo               |
| 1991      | Lo que quieres                      | Jürgen Flimm        | Teatro Thalia                       |
| 1988      | Anfitrión                           | Jürgen Flimm        | Teatro de Zúrich                    |
| 1987      | Señorita Julie                      | Norbert Schientek   | Teatro de Zúrich                    |
| 1987      | Los ladrones                        | Peter Löscher       | Teatro de Düsseldorf                |
| 1984      | Demonios                            | —                   | Teatro de Bochum                    |
| 1984      | —                                   | —                   | Teatro del Pueblo de Berlín         |
| 1981      | Ni pescado, ni carne                | Peter Stein         | Teatro de Berlín                    |
| 1981      | Un tranvía llamado deseo            | Peter Löscher       | Teatro Dramático Alemán de Hamburgo |
| 1980-1981 | —                                   | —                   | Teatro de Bremen                    |
| 1977      | Cábalas y amor                      | Roland Schäfer      | Teatro de Düsseldorf                |
| 1975-1976 | Hamlet                              | —                   | Teatro del Estado de Darmstadt      |
| 1974-1975 | —                                   | —                   | Teatro de Tréveris                  |

### Audiografía
| Año  | Título                                          | Notas      |
| ---- | ----------------------------------------------- | ---------- |
| 2008 | Camino hacia la felicidad                       | Audiolibro |
| 2007 | La tienda                                       | Audiolibro |
| 2004 | Mil y una noches - Rey Kamarassaman y sus hijos | Audiolibro |
| 2004 | Mil y una noches - Las tres manzanas            | Audiolibro |

### Radio
| Año  | Programa                                        | Emisora | Dirección     |
| ---- | ----------------------------------------------- | ------- | ------------- |
| 2014 | Martin Gülich: El abrazo (Radioteatro criminal) | SWR     | Felicitas Ott |

## Literatura
- Julia Danielczyk: Charlotte Schwab. En: Andreas Kotte (Ed.): Diccionario de Teatro de Suiza. Volumen 3, Chronos, Zúrich 2005, ISBN 3-0340-0715-9, p. 1646.

## Premios
| Año                                                                     | Categoría                                              | Resultado            |
| Premio Armin Ziegler                                                    | Premio Armin Ziegler                                   | Premio Armin Ziegler |
| ----------------------------------------------------------------------- | ------------------------------------------------------ | -------------------- |
| 2024                                                                    | Trayectoria                                            | Ganadora             |
| Gran Premio Hersfeld                                                    |                                                        |                      |
| 2023                                                                    | 2023                                                   | Ganadora             |
| Premios Kurt Meisel                                                     |                                                        |                      |
| 2022                                                                    | 2022                                                   | Ganadora             |
| —                                                                       |                                                        |                      |
| 2022                                                                    | Actriz del Estado de Baviera                           | Ganadora             |
| Premio de Fomento para la Literatura de la Ciudad Capital de Düsseldorf |                                                        |                      |
| 1978                                                                    | 1978                                                   | Ganadora             |
| Premio Cultural del Estado de Renania del Norte-Westfalia               |                                                        |                      |
| 1978                                                                    | 1978                                                   | Ganadora             |
| Revista Theater heute                                                   |                                                        |                      |
| 1978                                                                    | Actriz del Año por el papel de Amalia en Los bandidos  | Ganadora             |
| 1977                                                                    | Actriz del Año por el papel de Luise en Intriga y amor | Ganadora             |